# Técnicas analíticas para la investigación de arte
Las técnicas analíticas para investigación de arte son los diferentes estudios físicos y/o químicos que se realizan sobre los bienes de arte para conocer aspectos como su composición material, métodos utilizados para su fabricación, y causas de alteración, entre otros.
Uno de sus principales objetivos es determinar el tratamiento de conservación o restauración más adecuado según sea el caso, a partir de los resultados obtenidos, ya que resulta esencial para el conservador conocer a profundidad los componentes de las obras.
Otros fines de estos estudios son la autentificación, datación, documentación e investigación de la pieza. 
Dentro de estas técnicas analíticas para investigación de arte, se tienen varias restricciones, ya que al ser objetos únicos, normalmente tienen que hacerse análisis no destructivos, salvo en casos donde el estado del objeto abre la posibilidad de tomar muestras muy pequeñas (de apenas unos milímetros). 
A partir de la muestra extraída de la obra de arte, se prepara una estratigrafía, corte transversal que contiene todas las capas constitutivas de la obra en cuestión, la cual es encapsulada en una resina para posteriormente estudiarla a partir de un amplio abanico de técnicas.

## Tipos de estudio
1. Datación por radiocarbono.
2. Métodos ópticos y estudios de superficie.
  1. Microscopia óptica.
  2. Microscopia electrónica de barrido.
  3. Microscopia con luz polarizada.
  4. Microscopia de fluorescencia.
  5. Microscopia confocal.
3. Técnicas cromográficas.
  1. Cromatografía de gases-espectrometría de masas.
  2. Cromatografía líquida de alta resolución.
  3. Cromatografía en placa fina.
4. Técnicas espectroscópicas y difractométricas.
  1. Espectroscopía IR.
  2. Espectroscopía RAMAN.
  3. Difracción Rx.
5. Estudios físicos y globales.
  1. Fotografía especializada en alta resolución.
    1. Luz visible.
    2. Luz rasante.
    3. Luz transmitida.
    4. Luz UV.

  2. Radiografía.
  3. Fotografía Digital IR.

### Datación por radiocarbono
La datación por radiocarbono o 14C es una técnica utilizada para fechar objetos. 
Este método se desarrolló en la década de 1940 por un grupo de científicos de la Universidad de Chicago, encabezado por Willard F. Libby; derivado de ello, Libby recibió el Premio Nobel de Química en 1960.
El método inicia con la medición del carbono-14, un isótopo débilmente radioactivo del carbono, y finaliza con la calibración de las fechas radiocarbónicas, transformadas a años de calendario.
El inestable y radioactivo carbono 14, llamado radiocarbono, es un isótopo natural del carbono. Cuando un ser vivo muere, deja de interactuar con la biósfera y el carbono 14 en él permanece sin ser afectado por la biósfera, aunque naturalmente decae.

### Métodos ópticos y estudios de superficie

#### Microscopio óptico
Técnica de observación cercana de objetos y/o muestras por medio de un microscopio óptico que utiliza un sistema de dos o más lentes (ocular y objetivo); para ello la muestra tiene que estar iluminada. Según su posición respecto a la fuente puede reflejar la luz o ser atravesada por ésta. 
En la conservación puede servir para observar tanto muestras extraídas de los objetos como para la observación directa, o como medio auxiliar de ampliación durante fases especialmente delicadas de operaciones de conservación.

#### Microscopio electrónico de barrido
El microscopio electrónico de barrido es un instrumento que permite la observación y caracterización superficial de materiales inorgánicos y orgánicos, entregando información morfológica del material analizado.
En las artes se utiliza principalmente para obtener una caracterización microestructural de materiales como: identificación, análisis de fases cristalinas y transiciones de fases en diversos materiales como metales, cerámicos, materiales compuestos, semiconductores, polímeros y minerales; composición de superficies y tamaño de grano; valoración del deterioro de materiales, determinación del grado de cristalinidad y presencia de defectos.

#### Microscopio con luz polarizada
La microscopía petrográfica es una técnica analítica, mayormente del dominio de los geólogos, que permite identificar "a golpe de ojo" las especies minerales presentes en una muestra mediante la observación de sus propiedades ópticas y texturas. El microscopio petrográfico utiliza luz polarizada.
En función de la estructura que tenga un cristal, el crecimiento en cada una de las tres dimensiones será distinto y los elementos de simetría también lo serán. Esto proporciona al cristal propiedades ópticas muy importantes que se ponen de manifiesto cuando lo atraviesa una luz polarizada.
En la conservación y restauración se utiliza para identificar diversas estructuras cristalinas, pigmentos, lípidos, proteínas, etc.

#### Microscopio de fluorescencia
El microscopio de fluorescencia incorpora una lámpara especial que actúa el emitir una luz excitadora de los fluorocromos, con los que se tiñen las muestras a observar, y que posee además un filtro especial que permite el paso de la luz emitida por el fluorocromo.
En este análisis se pueden obtener los tipos de aglutinantes, pigmentos, resinas naturales, barnices.

#### Microscopio confocal
La microscopia confocal se basa en un principio similar al de un microscopio de fluorescencia, pero utiliza dos diafragmas confocales (uno antes de la muestra y otro después) capaces de enfocar la iluminación en un único punto de la misma. Se utiliza un láser como fuente luminosa, y con él se barre la muestra por todo su volumen, plano a plano, creando una gran cantidad de imágenes bidimensionales que un ordenador interpreta, a partir de las cuales genera finalmente una imagen tridimensional del objeto. Para observar preparaciones con este microscopio es necesario teñirlas con sustancias fluorescentes o marcarlas con sustancias conjugadas con fluorocromos, como los anticuerpos. Por medio de esta técnica se pueden identificar algunos aceites, ceras, resinas, etc.

### Técnicas cromatográficas

#### Cromatografía de gases y espectrometría de masas
La cromatografía de gases es una técnica de separación de moléculas; está en función de distintas propiedades como pueden ser el tamaño, la carga, etc., y se basa en una columna donde la fase móvil es un gas portador. La muestra volatilizada se introduce por arrastre con un gas portador al interior de una columna que contiene una fase estacionaria, que retiene selectivamente los componentes de la muestra. Debido a esta retención selectiva, los componentes salen de la columna por separado y las fracciones separadas pasan por un detector, que responde con una señal registrable.
La característica común de todos los tipos de cromatografía es la existencia de una fase móvil y una fase estacionaria. La fase móvil es la que lleva a la muestra y la fase estacionaria es la que la retiene en función del criterio a elegir (tamaño, naturaleza polar/apolar, etc.). 
En muchos casos, esta técnica está acoplada a una espectrometría de masas (Mass Spectrometry), que vuelve a analizar estas fases que emergen de la columna cromatográfica de acuerdo con su masa. Se utiliza para el análisis de compuestos orgánicos presentes en barnices, aglutinantes, etc.

#### Cromatografía líquida en alta resolución
La cromatografía líquida en alta resolución consiste en hacer pasar una muestra a muy alta presión (hasta 400 atmósferas) a través de la fase estacionaria. Al igual que la cromatografía de gases, la HPLC (por sus siglas en inglés, High Pressure/Performance Liquid Chromatography) tiene dos fases: la móvil y la estacionaria; la fase móvil es líquida y la fase estacionaria es sólida, y está altamente empaquetada en el interior de una columna.
El estudio sirve para analizar mezclas complejas de componentes No volátiles y termoábiles como proteínas de algunos aglutinantes o compuestos orgánicos de algunos colorantes naturales.

#### Cromatografía en placa fina
La cromatografía en placa fina difiere bastante de las dos anteriores (GC y HPLC) en lo que a configuración de equipos se refiere. Mientras que las otras dos necesitan de un equipamiento instrumental importante (inyectores, cromatógrafos, detectores, etc.), el de ésta es mucho más sencillo. En este caso, la fase estacionaria es una capa de un adsorbente (por ejemplo, gel de sílice o alúmina) que se mantiene sobre una lámina de aluminio o vidrio y la fase móvil (eluyente) es un disolvente o mezcla de disolventes volátil.
La muestra a analizar se deposita cerca de un extremo de una lámina de plástico o aluminio que previamente ha sido recubierta de una fina capa de adsorbente (fase estacionaria). Entonces, la lámina se coloca en una cubeta cerrada que contiene uno o varios disolventes mezclados (eluyente o fase móvil). A medida que la mezcla de disolventes asciende por capilaridad a través del adsorbente, se produce un reparto diferencial de los productos presentes en la muestra entre el disolvente y el adsorbente.
Esta técnica se utiliza principalmente para el estudio de barnices.

### Espectroscopía infrarroja
La Espectroscopia infrarroja (o espectroscopía IR) es un tipo de espectrometría de absorción que utiliza la región infrarroja del espectro electromagnético. La espectrometría de absorción se refiere a una variedad de técnicas que emplean la interacción de la radiación electromagnética con la materia. En ésta, se compara la intensidad de un haz de luz medida antes y después de la interacción con una muestra. En la espectrometría IR la muestra se coloca bajo un haz de luz infrarroja y en cuestión de segundos se produce un espectro que indica la cantidad de luz absorbida, el cual entra en el detector que arroja los resultados en forma de gráfico.
Algunas características importantes de este análisis son:
- Si dos moléculas están constituidas por átomos distintos o tienen diferente distribución isotópica, configuración o se encuentran en ambientes distintos, los espectros infrarrojos serán distintos.
- Una sustancia definida puede identificarse por su espectro infrarrojo.
- Estos espectros pueden ser considerados como las huellas digitales de dicha sustancia.

En la conservación se utiliza para caracterizar materiales naturales y sintéticos.

#### Espectroscopía RAMAN
La espectroscopía RAMAN es una técnica no invasiva, fotónica, de alta resolución, que proporciona en pocos segundos información química y estructural de casi cualquier material orgánico e inorgánico, lo que permite así su identificación. Principalmente se utiliza para la determinación de los pigmentos.
La técnica se basa en el examen de la luz dispersada por un material al incidir sobre él un haz de luz monocromático. Se basa en la dispersión inelástica (o dispersión Raman) de la luz monocromática, que por lo general procede de un láser en el rango visible, infrarrojo cercano, o ultravioleta cercano. La luz láser interactúa con fotones u otras excitaciones en el sistema, por lo que la energía de los fotones láser se desplaza hacia arriba o hacia abajo.

#### Difracción de rayos X
La difracción de Rx es una técnica fundamental para el estudio de materiales cristalinos que permite saber la degradación y comportamiento a partir del tipo de elementos constitutivos. La mayoría de los sólidos tienen una estructura cristalina y esta es diferente en cada material. Los átomos de un cristal forman planos (agrupados en familias) que pueden ser más o menos densos.
Cada vez que la radiación (Rx) choca con una familia de planos (cristales) en el ángulo apropiado, se produce una interferencia constructiva (ondas en fase), el detector la lee y aparece un pico en el difractograma o gráfico. Los difractogramas son únicos para cada tipo de sustancia cristalina, análogos a una huella dactilar, lo que permiten identificar la fase presente en la muestra.

### Estudios físicos y exámenes globales

#### Fotografía especializada en alta resolución
- Luz visible: Ayuda a documentar el estado de conservación y los cambios o deterioros que suceden en las obras. Se toman fotografías con luz natural y filtros normales.
- Luz transmitida: Permite ver la solidez y el estado de conservación de soportes, marcas de agua en papel, etc. Son fotografías tomadas con una fuente de luz colocada en el reverso de la obra con la finalidad de ver, desde el frente de la misma, la cantidad de luz que logra atravesarla.
- Luz rasante: Este tipo de luz aumenta o resalta la superficie, lo que permite observar los relieves y/o deterioros que tiene la obra tales como levantamientos, grietas, deformaciones, texturas, entre otros. Consiste en tomar fotografías con una luz que alumbre de lado a la obra.
- Luz UV: Este tipo de luz nos permite observar e identificar intervenciones anteriores, o materiales empleados como aglutinantes, pigmentos, resinas, barnices, etc. Para este tipo de fotografías es necesario utilizar una fuente de luz UV y equipo de protección personal de seguridad.

#### Radiografía
La radiografía es una técnica que se utiliza para observar toda la pieza desde la superficie hasta el interior, que la traspasa e impresiona en una placa radiográfica. Gracias a esta técnica se puede localizar la forma geométrica de piezas estructurales, ensambles, elementos de fijación, galerías y ataque de insectos, dimensionar lagunas en su policromía, identificación de intervenciones anteriores, localizar elementos metálicos, etc.
El procedimiento consiste en exponer aquello que se pretende fotografiar a una fuente de radiación, es decir, se emiten rayos X sobre la parte de la obra cuyo interior se desea observar. Los rayos X tienen la capacidad de atravesar algunos materialesy otros absorben la radiación. De este modo, al colocar un detector especial detrás de la pieza, los rayos X generan la imagen. Algunas zonas que absorben los Rayos X quedan en blanco y el resto de los componentes en distintas tonalidades de gris, de acuerdo a la densidad. El vacío, por último, queda negro.

#### Fotografía digital IR
La fotografía digital IR es un método que se basa en hacer fotos con la luz infrarroja que está fuera del espectro y que nuestros ojos no son capaces de ver a simple vista; esto se logra por medio de filtros especiales que solo dejan pasar el espectros de estos rayos, lo que permite observar diferentes características de la obra que tampoco son visibles como el dibujo preparatorio, arrepentimientos del autor en la composición de su obra, borradores o esbozos. Esto, especialmente en aquellas que tienen una base de carbono.